# (2349) Kurchenko
(2349) Kurchenko est un astéroïde de la ceinture principale. Il est nommé en l'honneur de Nadejda Kourtchenko.

## Description
(2349) Kurchenko est un astéroïde de la ceinture principale. Il fut découvert le 30 juillet 1970 à Naoutchnyï par Tamara Smirnova. Il présente une orbite caractérisée par un demi-grand axe de 2,77 UA, une excentricité de 0,12 et une inclinaison de 17,5° par rapport à l'écliptique.

## Compléments